# モーゼス・マヒダ・スタジアム
モーゼス・マヒダ・スタジアム（英: Moses Mabhida Stadium）は南アフリカ共和国のダーバンにあるスタジアム。

## 概要
同スタジアムはキングス・パーク・スタジアムに隣接されており、最大7万名収容可能である。
スタジアム名称は、南アフリカ共産党の元委員長のモーゼス・マヒダに肖って命名された。施設は2009年9月に完成する予定であったが、工事関係者のストなどの影響で完成が11月まで持ち越された。
2010 FIFAワールドカップ本大会では準決勝などが開催された。高地の会場が多い同大会だがここは500m先が海岸という低地のスタジアムである。
会場上部のアーチが1本から2本に分かれるように施工されているが、その1本の部分にはゴンドラが設置されている。このゴンドラに乗ると会場の上部まで行くことが出来、上から会場や街並みを見ることが出来る。